# 堆積盆地
堆積盆地（たいせきぼんち、英：sedimentary basin）は、沈降傾向が長期に亘って継続する期間中に厚い堆積物が堆積した地域。多くの場合では堆積物の規模は層群に相当する。堆積物の種類・量・規模や堆積盆地自体の構造によっては石油をはじめとする化石燃料が埋蔵する場合もあり、大多数の石油鉱床は堆積盆地中に形成されている。積成盆地（せきせいぼんち）とも呼称される。

## 分類

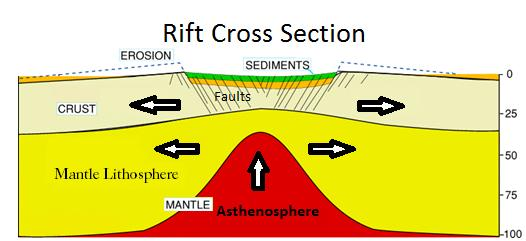
拡散型堆積盆地（リフト盆地）

1990年代以降の研究では堆積盆地の分類はプレートテクトニクスに従ったものが多く、拡散型堆積盆地・収斂型堆積盆地・レンチ型堆積盆地に大別される。拡散型堆積盆地は単なる陥没や、新たな海洋地殻の形成、大陸地殻の張力により形成されるものであり、大陸地殻では正断層に起因する地塁や地溝の発達が特徴的とされる。収斂型堆積盆地は海洋プレートの沈み込みや大陸プレート同士の衝突といった要因により収束境界で形成される。このときプレートの接合部分では衝上断層や逆断層を伴う非対称の背斜構造が発達する。最後にレンチ型堆積盆地は横ずれ断層の活動によって形成されるものであり、花型構造や雁行褶曲構造の発達が特徴的である。
こうした3タイプの堆積盆地はさらなる細分化が可能である。
| 拡散型堆積盆地 - リフト盆地 - 安定縁辺盆地 - デルタ盆地 - クラトン内陸盆地 - 背弧盆地 - 後縁盆地 - 多重盆地 | 収斂型堆積盆地 - 前縁盆地 - 前弧盆地 | レンチ型堆積盆地 - 山間盆地 - トランスフォーム縁辺盆地 - 褶曲帯レンチ盆地 |

こうした堆積盆地のうち、前縁盆地をはじめとする中生代以前に形成された堆積盆地はデルタ盆地をはじめとする新生代の堆積盆地よりも化石燃料資源の産出する可能性が高い。1991年時点の調査では、大型の油田・ガス田は上位から順に前縁盆地・多重盆地・安定縁辺盆地に分布している。